# Niezaproszeni
Niezaproszeni (tytuł oryginalny: Të paftuarit) – albański film fabularny z roku 1985 w reżyserii Kujtima Çashku, na motywach powieści Ismaila Kadare Prilli i thyer (w tłumaczeniu polskim – Krew za krew).

## Opis fabuły
Akcja filmu rozgrywa się w 1939 w górach północnej Albanii. Dla pisarza Besiana Vorpsiego i jego żony Diany początek wojny przynosi szereg tragicznych wydarzeń. W tym czasie Gjorg Berisha zaczyna sobie uświadamiać, że są to ostatnie dni jego życia. Rodzina Berishy zgodnie z zasadami prawa zwyczajowego jest zobowiązana do zemsty krwawej na skłóconych z nią rodziną sąsiadów.
W 1988 film był wyświetlany w NRD pod tytułem: Unerwünschte Gäste.

## Obsada
- Reshat Arbana jako Mark Ukacjerra
- Piro Qirjo jako Gjorg Berisha
- Mario Ashiku jako książę
- Timo Flloko jako Martin Alushi
- Violeta Dede jako żona Martina
- Rajmonda Bulku jako Diana
- Vangjush Furxhi jako Besian Vorpsi
- Fatos Sela jako Cezar Dibra
- Guljelm Radoja jako lekarz
- Gjon Karma jako oficer policji
- Lec Bushati jako ojciec Hjorga
- Luan Qerimi jako urzędnik
- Nefail Piraniqi jako Ndreu
- Viktor Bruçeti jako geometra
- Miriam Bruçeti
- Kolë Kaftalli
- Ndrek Shkjezi